# Ragnar Sveinsson
Ragnar Bragi Sveinsson (* 18. Dezember 1994 in Reykjavík) ist ein isländischer Fußballspieler.

## Karriere
Ragnar spielte in der Jugend bei Fylkir Reykjavík und kam dort auch zu seinem ersten Einsatz in der Úrvalsdeild. Als er am 12. September 2010 beim Auswärtsspiel gegen Breiðablik UBK eingewechselt wurde, war er mit 15 Jahren und 269 Tagen der jüngste Spieler, der jemals in der ersten isländischen Liga eingesetzt wurde.
Zur Saison 2011/12 wechselte er in die Jugend des 1. FC Kaiserslautern. Nach zwei Jahren verließ er die Pfälzer wieder und kehrte im März 2014 zu seinem vorherigen Verein Fylkir Reykjavík zurück, bei dem er für die kommenden beiden Spielzeiten unterschrieb.
Am 9. Dezember 2016 unterschrieb Ragnar bei Víkingur Reykjavík einen Dreijahresvertrag.